# Слобода-Бешкіль
Слобода́-Бешкі́ль (рос. Слобода-Бешкиль) — село у складі Ісетського району Тюменської області, Росія.
Населення — 1375 осіб (2010, 1382 у 2002).
Національний склад станом на 2002 рік:
- росіяни — 85 %